# Wickerschwihr
Wickerschwihr é uma comuna francesa na região administrativa de Grande Leste, no departamento Alto Reno. Estende-se por uma área de 2,27 km². Em 2010 a comuna tinha 751 habitantes (densidade: 330,8 hab./km²).